# Bouca Airport
Bouca Airport (franska: Aérodrome de Bouca) är en flygplats i Centralafrikanska republiken.   Den ligger i prefekturen Ouham, i den västra delen av landet, 240 km norr om huvudstaden Bangui. Bouca Airport ligger 471 meter över havet.
Terrängen runt Bouca Airport är platt. Närmaste större samhälle är Bouca, 1,1 km söder om Bouca Airport. 
I omgivningarna runt Bouca Airport växer huvudsakligen savannskog. Runt Bouca Airport är det mycket glesbefolkat, med 4 invånare per kvadratkilometer.